# Micropsitte de Finsch
Micropsitta finschii
Espèce
Statut de conservation UICN

 LC  : Préoccupation mineure
Statut CITES
La Micropsitte de Finsch (Micropsitta finschii) est une espèce d'oiseaux de la famille des Psittacidae.

## Répartition
Cette espèce est présente en Papouasie-Nouvelle-Guinée (Nouvelle Irlande et Bougainville) et aux îles Salomon.

## Habitat
Elle habite les forêts humides tropicales et subtropicales.

## Sous-espèces
D'après Alan P. Peterson, 5 sous-espèces ont été décrites :
- Micropsitta finschii aolae (Ogilvie-Grant) 1888
- Micropsitta finschii finschii (Ramsay,EP) 1881
- Micropsitta finschii nanina (Tristram) 1891
- Micropsitta finschii tristrami (Rothschild & Hartert) 1902
- Micropsitta finschii viridifrons (Rothschild & Hartert) 1899